# Драмска гробница
Драмската гробница (на гръцки: Ελληνιστικός τάφος) е погребално съоръжение от елинистическата епоха, III век пр. Хр., разположено в македонския град Драма, Гърция.
Гробницата се намира на улица „Троя“ № 1. Представлява монументална гробница от македонски тип, използвана от последните десетилетия на III век до средата на II век пр. Хр. Състои се от спускащ се надолу дромос, антикамера и погребална камера. В антикамерата има запазени стенописи, които имитират зидария, бичи глави и шестолистни розети. В погребалната камера са открити три зидани саркофага. Артефактите от гробницата – монети, бижута и керамика. Гробницата определя външния край на изток на елинистическия град Драма.